# 水橋晋
水橋 晋（みずはし すすむ、1932年8月30日 - 2006年2月20日）は、日本の詩人。富山県滑川市生まれ。中三で富山県在住の高島順吾に師事。慶應義塾大学文学部仏文科卒。
大学で江森國友、堀川正美、三木卓らと『氾』に拠る。1997年『大梟を夫にもった曾祖母』で第15回現代詩人賞受賞。久地 良(くじ　りょう)のペンネームで童話も多数執筆。1974年『はさみでじょきじょき』は日本童話会賞を受賞。主な作品に1982年『くまとひこうき』（学習研究所）、1982年『でんぐりやまはおおさわぎ』（学習研究所）、1988年『まじょのくにのなつ』（学習研究所）など。

## 詩集
- 『海で朝食 水橋晋詩集』神無書房 1980
- 『悪い旅 水橋晋詩集』沖積舎 1980
- 『はじまる水 詩集』神無書房 1983
- 『蛮亭 詩集』沖積舎 1989
- 『大梟を夫にもった曽祖母 詩集』成巧社 1996
- 『共棲変夢 詩集』成巧社 2001
- 『沈黙の森 詩集』成巧社 2007

### 翻訳
- 『リチャアドブロティガン詩集』私家版、1982
- ポール・ジェラルディ『きみとぼく 詩集』沖積舎 1988
- 『ピル対スプリングヒル鉱山事故 リチャード・ブローティガン詩集』沖積舎 1988